# Serbia la Concursul Muzical Eurovision 2010
Serbia participă la concursul muzical Eurovision 2010. Au existat controverse în ceea ce privețte metoda determinării reprezentatului statului la concurs. Ulterior, la 19 februarie 2010 au fost aleși zece pretendenți, iar la 25 februarie din acești zece s-au selectat trei concurenți. Etapa finală a competiției a avut loc la 13 martie și a câștigat Milan Stanković cu melodia Ovo je Balkan.